# Пояна (Пингераць, Нямц)
Пояна (рум. Poiana) — село у повіті Нямц в Румунії. Входить до складу комуни Пингераць.
Село розташоване на відстані 274 км на північ від Бухареста, 14 км на захід від П'ятра-Нямца, 110 км на захід від Ясс, 145 км на північ від Брашова.

## Населення
За даними перепису населення 2002 року у селі проживали 494 особи, усі — румуни. Усі жителі села рідною мовою назвали румунську.